# Ganden Tripa
Ganden Tripa (tyb. དགའ་ལྡན་ཁྲི་པ་, Wylie: dgaʼ-ldan-khri-pa, ZWPY: Gandain Chiba; pol. władca tronu (klasztoru) Ganden, dzierżawca tronu Ganden) – tytuł nadawany obieralnemu przywódcy szkoły Gelug buddyzmu tybetańskiego.

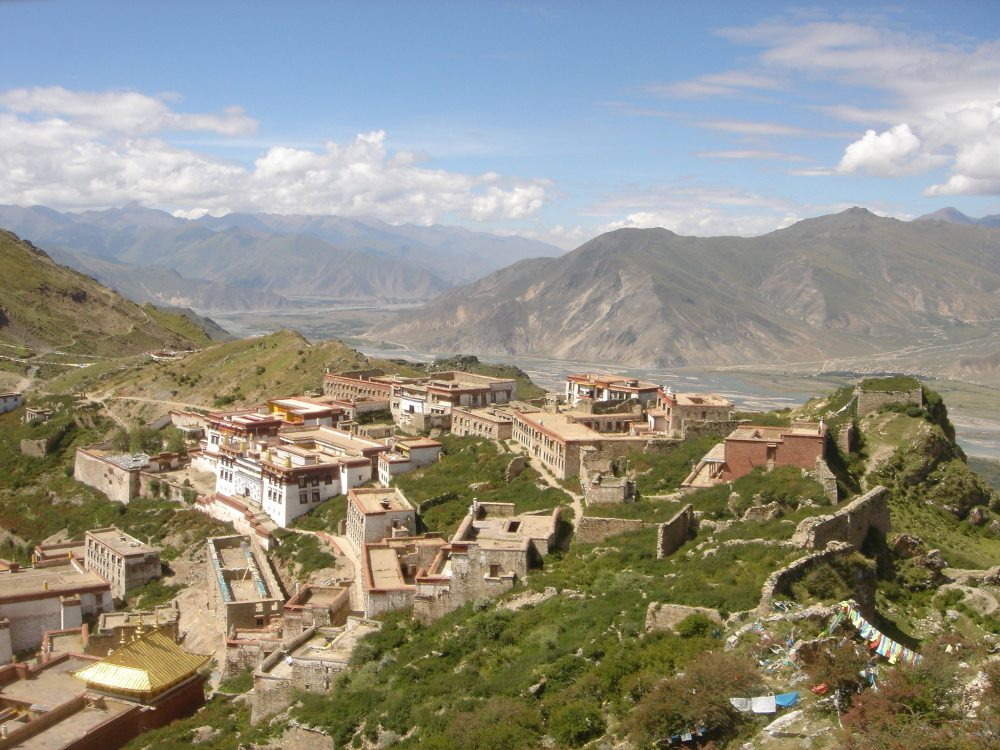
Klasztor Ganden

Ganden Tripa jest tradycyjnie uznawany za sukcesora założyciela szkoły Gelug, Congkhapy i strażnika jego duchowej spuścizny. Ma prawo potwierdzania zapisów przepowiedni i nadań stopni naukowych specjalną pieczęcią w przeszłości należącą prawdopodobnie do Dzie Rinpocze. Wybiera się go, zazwyczaj na siedem lat, spośród najznamienitszych uczonych tradycji posiadających stopień gesze lharampy. Kandydaci muszą zostać wcześniej wybrani na stanowisko opiekuna-asystenta. Wymaga się również, by przed wyborem pełnili urząd opata Dolnej (Gjume) lub Górnej Akademii Tantrycznej (Gjuto).
Prochy większości mnichów piastujących tę godność zostały złożone w stupach wybudowanych na terenie klasztoru Ganden.
Za atrybuty dzierżawcy Gandenu uznaje się żółtą czapkę mniszą i parasol o tej samej barwie. Jego tron umieszcza się zazwyczaj nieco poniżej Dalajlamy.
Od 2009 Ganden Tripą jest Thupten Njima Lungtok Tenzin Norbu.